# إتش. تشاندلر إليوت
إتش. تشاندلر إليوت (بالإنجليزية: H. Chandler Elliott)‏ (26 أغسطس 1909، تورونتو في كندا - 1978)؛أستاذ جامعي وروائي أمريكي.